# Junín Lacus
Junín Lacus est un lac de Titan, satellite naturel de Saturne.

## Caractéristiques
Son diamètre est de 6,3 km.
Le nom de ce lac a été donné en référence au lac Junín, un lac du Pérou.